# لاك سانت جوزيف (كيبك)
لاك سانت جوزيف (بالإنجليزية: Lac-Saint-Joseph, Quebec)‏ هي بلدية محلية في كيبيك تقع في كندا في La Jacques-Cartier Regional County Municipality. يقدر عدد سكانها بـ 251 نسمة ومساحتها 42.10 كم2 .